# Пен (міфологія)
Пен — у архаїчній китайській традиції гігантський птах, розмах крил якого становить декілька тисяч кілометрів. У старовинному трактаті він пов'язується із рибою кунь, розміри якої тисячі лі (0,5 км). Вона перетворюється у птаха пен. Образ пен вперше наведений у філософа Чжуан-цзи (369 — бл. 286 р. до н. е.) у трактаті «Мандрівка в абсолютній свободі». Також Пен — це поширене чоловіче ім'я в китайській культурі.

## Образ і заняття
Чжуан-цзи писав, що птах пен згадується в давній книзі Цисі, про реальність якої немає свідчень. У Північному морі є риба на ім'я кунь, яка перетворюється на птаха пен. Коли пен злітає, його крила схожі на хмари. Коли вітер дме над морем, пен рухається до Південного моря, також відомого як Небесний ставок. Він злітає на висоту 90 тис. лі.
У гробниці царя Жуана держави Чу знайдено золоте зображення пен, на якому птах має людські руки та стоїть на двох переплетених зміях.
Згідно з легендою, цар Вен (VII ст. до н.е.) держави Чу зловив дитинча пен.

## Трактування образу
Птах пен і риба кунь відповідають поширеному в світовій культурі образу сонця та змія, що намагається його проковтнути. Птах пен таким чином — це сонце, що долає темряву водного хаосу.

## У філософії
Китайські філософи, починаючи з Чжуан-цзи, зверталися до образу птаха пен як прикладу цілковито вільної істоти. Го Сян вважав, що цикада, горлиця і пен, попри різницю в розмірах, всі живуть своїм природним шляхом, а тому вільні. Ши Децін і Луо Мяндао погоджувалися, що пен, який летить високо в небі, і кунь, що пірнає глибоко в океан, є символами людини, яка керується Дао. Пен також символізує людину, яка прямує до мети з незламною волею. Коли вона прийняла рішення, ніщо не завадить їй здійснити свої прагнення.